# Malaxis sneidernii
Malaxis sneidernii là một loài thực vật có hoa trong họ Lan. Loài này được (Garay) P.Ortiz mô tả khoa học đầu tiên năm 1991.